# Håns naturreservat
Håns naturreservat är ett naturreservat i Torsby kommun i Värmlands län.
Området är naturskyddat sedan 2020 och är 49 hektar stort. Reservatet ligger vid sydöstra stranden av sjön Stora Hån/Eggsjön och består av barrnaturskog i kraftig västsluttning